# Denpa Onna to Seishun Otoko
Denpa Onna to Seishun Otoko (電波女と青春男 lit. La loca y el adolescente?) es una novela ligera japonesa, escrita por Hitoma Iruma e ilustrada por Buriki. 
El primer volumen fue publicado en enero de 2009. Hasta la fecha, ocho volúmenes han sido publicados por ASCII Media Works, en su revista Dengeki Bunko. Su adaptación al manga comenzó a realizarse de modo serial, a partir de octubre del año 2010 en la revista Dengeki G's Magazine, de la editorial ASCII Media Works. La adaptación al anime, realizada por SHAFT, empezó a emitirse en Japón a partir del 15 de abril de 2011.

## Argumento
La historia gira en torno a un estudiante de preparatoria llamado Makoto Niwa. Sus padres están de viaje de negocios, por lo que es enviado a vivir con Meme Tōwa, su tía paterna. Allí, descubre que tiene una prima, Erio Tōwa, una chica de su misma edad, que siempre está envuelta en un futón y afirma ser una alienígena. Tiempo atrás Erio desapareció durante medio año, tras lo cual fue encontrada flotando en el mar sin recuerdos de lo que le sucedió en este periodo, por lo que ha comenzado a pensar que es una extraterrestres. Ahora merodea el vecindario envuelta en un futón, asegura que la Tierra ha sido designada como objeto de observación y ella ha sido enviada a nuestro planeta como observadora. Luego de varias peripecias, Niwa decide ayudar a su prima a abandonar sus fantasías y reintegrarse a la sociedad, cosa que logra. Poco a poco comienza comprender que las cosas no son tan fáciles como podría pensarse y que él mismo corre la posibilidad de convertirse en un relegado social por acompañar y ayudar a una niña que es conocida en toda la ciudad como una loca.

## Traducción del título
Aunque existen múltiples versiones no oficiales de la obra en español, actualmente no hay un título formal en este idioma.
"Denpa" (電波?) es un término japonés utilizado para referirse a la emisión y transmisión de ondas electromagnéticas. En la década de 1980, un asesino japonés justificó sus crímenes, alegando que había sido controlado y obligado a matar a sus víctimas por medio ondas electromagnéticas; a partir de este incidente, la palabra Denpa comenzó a ser utilizada coloquialmente por la sociedad, como un eufemismo para llamar loca a la gente que muestra comportamientos erráticos, incoherentes o carentes de cordura.
De la misma forma la expresión Seishun Otoko (青春男?), escrito con los kanjis 男 (lit. masculino?) y 青春 (lit. juventud?), puede interpretarse como "adolescente", sin embargo el concepto seishun, usualmente traducido al español como "la primavera de la vida", hace referencia a la etapa entre la secundaria y preparatoria aludiendo a que es la época donde los jóvenes pueden y deben buscar todas las experiencias y recuerdos necesarios para hacer satisfactoria la vida ya que posteriormente, la edad adulta será más monótona, ordenada y deberá estar dedicada estrictamente al trabajo.

## Personajes
Makoto Niwa (丹羽 真 Niwa Makoto?)
Seiyū: Miyu Irino
Makoto es un estudiante de secundaria. Es el protagonista de la historia y quien se transfiere a la ciudad después de que sus padres van al extranjero. Siempre creyó que su tía, con la que ha ido a vivir, es una mujer soltera y sin hijos; pero al llegar descubre que en realidad es madre soltera de una chica llamada Erio de su misma edad. Además, Erio siempre está envuelta en un futón y asegura ser un extraterrestre. 
Aunque al inicio esta situación es solo una molestia para él, tras enterarse del origen de la conducta de su prima, Makoto hace lo posible por ayudarla, logrando que deje de lado la mayoría de sus costumbres extrañas y apoyándola para que se integre de nuevo a la sociedad. Desde su llegada, Makoto llama la atención no solo de su prima, sino también de Mifune y Maekawa quienes se sienten atraídas por él en menor o mayor grado; la primera por amor y la segunda por lo interesante de su situación. 
El protagonista constantemente trata de controlar sus "puntos de la adolescencia", un sistema de valores que ha inventado y en el cual califica las situaciones de su vida diaria como adolescente. Dichos valores se elevan y caen sobre la base de sus encuentros con otras chicas y las vivencias relativas a su edad.
Erio Tōwa (藤和 エリオ Tōwa Erio?)
Seiyū: Asuka Ōgame
Erio es la prima de Makoto. Es una muchacha de 16 años, atractiva y delicada, quien tiene como pasatiempo la astronomía. Un día, camino al colegio, desapareció durante seis meses, apareciendo posteriormente flotando en el mar sin memoria de lo que sucedió durante ese tiempo. Tras reaparecer, la desesperación de tener semejante laguna mental la ha llevado a justificar su situación bajo la supuesta fantasía de que es una investigadora extraterrestre que se encuentra en la Tierra supervisando los experimentos que aquí se llevan a cabo. A raíz de un incidente en el que ella se rompe la pierna al tratar de volar en su bicicleta para probar a sus compañeros que es extraterrestre, Erio se aleja de la escuela y de todo contacto humano, con excepción de su madre. Se esconde y refuerza su fantasía. 
Constantemente se envuelve dentro de un futón, solo así se siente segura. Al enterarse Makoto de su situación, la hace confrontar la realidad, gracias a lo cual Erio comienza a aceptar su situación y trata de integrarse nuevamente al mundo. Sin embargo, tras haber abandonado la escuela y ganar fama de loca en toda la ciudad, es rechazada y discriminada por la gente, siendo su apoyo más importante su primo, quien se esfuerza para que se sienta acogida. Tras la llegada de Makoto retoma la astronomía e intenta conseguir un empleo, ya que no cree posible volver a estudiar, pero nadie desea darle trabajo por su pasado, por lo que su bisabuela decide contratarla como encargada de su tienda de golosinas.
Ryūko Mifune (御船 流子 Mifune Ryūko?)
Seiyū: Emiri Katō
Mifune es compañera de clase de Makoto. Ella es muy amable con él. Es la primera persona de su clase que le dirige la palabra. Debido a los kanji en su nombre, ella es a menudo llamada Ryūshi (versión masculina de su nombre), lo cual no le gusta. Ella es vegetariana, refiriéndose a sí misma como una "frugívora" ya que asegura alimentarse exclusivamente de frutas. Posee una actitud juguetona e infantil, pero según ella misma reconoce, adopta intencionalmente esta conducta ya que le gusta llamar la atención. Es normal que se muestre molesta cuando alguna chica se acerca a Makoto, pues encuentra especialmente desagradable para ella descubrir que en realidad es prima de Erio ahora que viven juntos, ya que con el tiempo ella ha descubierto que está enamorada de él. 
Sostiene no conocer a Erio ni haber asistido a la misma escuela que ella, aunque en el anime algunos comentarios insinúan que ya se conocían con anterioridad, mientras que en las novelas y el manga Mifune explica a Niwa que Erio fue realmente quien le dio su apodo ya que Ryūshi sonaba más extraterrestre.
Maekawa (前川 Maekawa?)
Seiyū: Mai Fuchigami
Maekawa es otra compañera de clase de Makoto. Ella es bastante alta, siempre se refiere a Makoto como "nuevo estudiante" porque se ha transferido tardíamente y lo llama así aún después que lleva varios meses en el colegio. Maekawa sufre anemia crónica, por lo que se marea si levanta los brazos sobre su cabeza durante más de diez segundos o si hace esfuerzos muy exigentes para ella. Trabaja en la tienda de sus padres y también en el local donde Meme es la encargada. Tiene la costumbre de vestir en su tiempo libre disfraces y salir a pasear con ellos por la calle, siendo sus favoritos los de alimentos, ya que aspira a convertirse en la mascota de la tienda donde trabaja a medio tiempo. Junto a Meme es la única persona consciente del triángulo amoroso formado por sus tres amigos, por lo que en ocasiones crea inofensivas situaciones que provoquen incomodidad o celos en alguna de las muchachas.
Meme Tōwa (藤和 女々 Tōwa Meme?)
Seiyū: Ai Nonaka
Meme es la tía de Makoto y la madre de Erio, aunque tiende a ignorarla por completo y repetidamente intenta seducir a Makoto. También se la conoce con el nombre de Jojo y a pesar de llegar a cumplir 40 años durante la historia, su apariencia es la de una veinteañera. Su personalidad es infantil e inmadura, pero bajo esta cubierta esconde sentimientos profundos y maduros, mayormente enfocados en velar y proteger a Erio. Fuera de la ciudad, mucha gente desconoce que es madre soltera de una adolescente, ya que ella lo ha decidido así.
Yashiro Hoshimiya (星宮 社 Hoshimiya Yashiro?)
Seiyū: Yuka Iguchi
Yashiro es una pequeña niña de cabello blanco que Niwa, Erio y Maekawa conocieron durante el torneo de Softball. Se infiere que es familiar de alguno de los integrantes de los equipos locales asistentes, aunque nadie sabe a ciencia cierta de quién. Al igual que Erio, Yashiro asegura ser extraterrestre por lo que suele hablar entrecortando las sílabas de las palabras (en Japón, esta característica es un cliché de cómo supuestamente hablan los extraterrestres). Además, la mayor parte del tiempo viste con un traje de astronauta que rara vez se quita, asegurando que de no tenerlo podría destruir el mundo con sus poderes.
En un inicio Yashiro acosa a Erio imaginando que también es un extraterrestre, pero tras conocerse se desacreditan la una a la otra y nace entre ambas una rivalidad; ella también asegura ser una ESPer. Sostiene muchas discusiones con Niwa de quien crítica su escepticismo, pero es a la primera persona a quien acude cuando necesita ayuda y Niwa se la da.

## Media

### Novela ligera
Ocho volúmenes y un volumen de una historia aparte han sido publicados.

### Manga
Una adaptación al manga, ilustrada por Masato Yamane, ha sido serializada en la revista Dengeki G's Magazine.

### Anime
La adaptación al anime por el estudio Shaft comenzó a emitirse el 15 de abril de 2011. El opening es "Os Alien" (Os-宇宙人 Os Uchūjin?) escrito por Erio wo Kamatte-chan, una banda conformada por Asuka Ogame y Shinsei Kamattechan. El final es "Ruru" (ルル?) del compositor Etsuko Yakushimaru.

#### Lista de episodios
| # | Título | Estreno              |
| --- | --- | -------------------- |
| 01 | «Ciudad de extraterrestres» «Uchūjin no Tokai» (宇宙人の都会) | 15 de abril de 2011  |
| El estudiante de secundaria Makoto Niwa se transfiere a una nueva ciudad, donde se presenta con su tía, Meme Towa. Soñando vivir en una casa de estudiante por su cuenta, Makoto descubre que la casa también es habitada por una joven envuelta en un Futón, Erio, su prima. Después de inscribirse en su nueva escuela, Makoto intenta conocer a Erio. Makoto es capaz de hacer que Erio salga del Futón, revelando a una chica hermosa con cabello de plata, quien afirma ser una investigadora extraterrestre que vino a la tierra. | |                      |
| 02 | «La paranoia de mi adolescencia desapareciendo» «hissōsuru Shishunki no Paranoia» (失踪する思春期のパラノイア) | 22 de abril de 2011  |
| Makoto pasa la noche comiendo con Erio. El día siguiente, Makoto vuelve de la escuela con una compañera de clase extraña, Ryuko Mifune. El día siguiente, se familiariza con otra compañera de clase, Maekawa, que se marea si ella tiene sus brazos sobre su cabeza durante más de 10 segundos. Más tarde esa noche, Makoto va con Erio a la playa, donde entra en el mar, diciendo que ella puede volar. En su camino de regreso, se encuentran con Maekawa, quien revela que Erio era una antigua alumna de su escuela que desapareció durante medio año. Meme más tarde revela que Erio no tiene recuerdos de la mitad de un año que ella se había ido y había comenzado a creer en los extraterrestres. También menciona Erio se rompió la pierna al tratar de volar en su bicicleta, lo cual llevó a que empezara a envolverse en su futón. | |                      |
| 03 | «Un momento extraño para la niña atada a la tierra» «Chi o Hau Shōjo no Fushigi na Setsuna» (地を這う少女の不思議な刹那) | 29 de abril de 2011  |
| Makoto sale un día con Ryuko. Más tarde, dice Meme le dice a Makoto que no se involucre con Erio. Pero todavía quiere ayudarla, Makoto decide disipar su creencia en los extraterrestres como el primer paso. El intenta llevar a ella en su bicicleta de una colina para negar su capacidad de volar. La colina resulta ser demasiado inclinada, y ambos vuelan dentro el mar. Erio comienza a aceptar ser un terrícola simple, | |                      |
| 04 | «Un mes para reparar un brazo derecho roto» «Migiude Kossetsu Zenchi Ikkagetsu» (右腕骨折全治一箇月) | 6 de mayo de 2011    |
| Después de su reciente viaje en bicicleta, Makoto se encuentra hospitalizado con un brazo roto. En el hospital, es visitado por Ryuko Maekawa y se sorprenden al saber que él está viviendo con Erio. Después de dos semanas, Makoto es dado de alta del hospital y vuelve a casa, donde vuelve a ver Erio, que le da las gracias por traer de vuelta a la realidad. | |                      |
| 05 | «La melancolía de Acción de Gracias» «Sankusugibingu no Yūutsu» (サンクスギビングの憂鬱) | 13 de mayo de 2011   |
| Como Meme cumple 40 cumpleaños, decide llevar a cabo una especie de cumpleaños al día siguiente para Erio, que había perdido su cumpleaños durante su desaparición. Después Erio revela que quiere conseguir un trabajo y tratar de volver a la sociedad. Meme se las arregla para encontrarle un trabajo en la tienda de Tamura, a cargo de su abuela, que cree en los extraterrestres. | |                      |
| 06 | «Ryuko-san se siente un poco triste» «Ryū"ko"-san no, Nanchū ka, mo Yātto» (リュウ『コ』さんの、なんちゅーか、もやーっと) | 20 de mayo de 2011   |
| Ryuko va con su amiga a la tienda de Tamura, donde se encuentra con Erio y Makoto. Después, Ryuko le cuenta a Makoto sobre la mala fama que Erio tiene en la escuela, mencionando que le puede causar problemas si lo ven salir con ella. Más tarde, Makoto pide a la anciana para algunos consejos sobre el asunto. Unos días más tarde, Ryuko y Maekawo visitan la casa Towa, donde Makoto tiene problemas para mantener a Erio bajo control. Meme regresa y sugiere que se queden para la cena. | |                      |
| 07 | «Un día alguien recordara» «Dareka-san no Omoide ni Naru Hi» (誰かさんの思い出になる日) | 27 de mayo de 2011   |
| Maekawa está confundida por una persona anónima que deja refrescos fuera de la tienda donde trabaja, sospecha de alguien que lanza cohetes hechos de botellas cerca de ahí. Más tarde se reúne con el culpable, que dice ser su fan y le pide ayuda para hacer más cohetes de botella. Maekawa acepta el trabajo, pidiendo ayuda a Makoto, Erio y Ryuko, por lo que se reunen en casa de Erio a fabricarlos; después cada uno cocina un platillo de arroz diferente para la cena. Erio invita Maekawa y Ryuko a quedarse a dormir, donde Ryuko menciona a Makoto que su cumpleaños es el día siguiente. El día siguiente, van a la playa donde se reúnen con el lanzador de cohetes para probar sus cohetes. | |                      |
| 08 | «Oración de Tsiolkovsky» «Tsiorukofusukī no Inori» (ツィオルコフスキーの祈り) | 3 de junio de 2011   |
| El episodio se centra en Meme durante los acontecimientos de las semanas anteriores. El 12 de junio, se encuentra con el cohetero botella, que repentinamente le pide que se case con él. Mientras que intenta evadirlo por una semana, Meme recuerda hace 28 años cuando conoció a Elliot, el niño que se convertiría en padre de Erio. Meme más tarde visita el cohetero de rechazar su propuesta, después se entera de que había confundido a Erio con Maekawa, tratando de cortejar a Meme con sus cohetes. Meme luego convence a su abuela para acompañarla para el lanzamiento de los cohetes de botella en la playa, lanzándolos en un ataque a los extraterrestres. | |                      |
| 09 | «Región limitada incidente extranjero» «Chiiki Gentei Uchūjin Jiken» (地域限定宇宙人事件) | 10 de junio de 2011  |
| Maekawa invita a Makoto a participar en un juego de béisbol con otras personas. Más tarde esa noche, Makoto va observar las estrellas con Erio. Ella se une en el partido al día siguiente, donde se encuentran con una persona extraña vestido como un astronauta que afirma ser un Esper. | |                      |
| 10 | «Dominando chica cubierta» «Nokishita Shōjo» (軒下少女) | 17 de junio de 2011  |
| Makoto y Erio continúan siendo molestados por la chica-espacial quien luego se presenta a ella misma como Yashiro Hoshimiya. Más tarde esa noche Ryuko llama a Makoto y le cuanta sobre un próximo juego de baloncesto, preguntándole si puede acompañarlo en el festival, si es que ella puede. El día siguiente Meme le dice a Makoto que lleve a Yashiro de nuevo a su lugar, deteniendo en una piscina en el camino. | |                      |
| 11 | «Este verano es el baloncesto y espers y futones y observaciones astronómicas y festivales y el béisbol y meme y...» «Kotoshi no Natsu wa Basuke to Chō Nōryoku to Futon to Tentai Kansoku to Matsuri to Yakyū to On'na々 Tanto» (今年の夏はバスケと超能力と布団と天体観測と祭りと野球と女々たんと) | 1 de julio de 2011   |
| Maekawa invita a Makoto lonchar en su casa, donde encuentra a Yashiro acechando en el jardín. El día siguiente Ryuko invita a Makoto a su partido de baloncesto donde conoce a su amigo Miki, y encuentra Yashiro otra vez. Como Ryuko va mal en el partido Yashiro anima a Makoto para animar a ella, dándole la confianza necesaria para conseguir algunos puntos. | |                      |
| 12 | «0,00000000198 centímetros por segundo» «Byōsoku 0.00000000198 Senchimētoru» (秒速0.00000000198センチメートル) | 1 de julio de 2011   |
| El día del partido de baseball, el padre de Maekawa huye a causa de presión dejando al equipo corto en pitchers. Meme se declara a ella misma como entrenadora y envía a Makoto buscar el padre de Maekawa mientras deja a Erio de lanzador. Después de regresar con el padre de Maekawa. Makoto debe de batear. El da un golpe muy fuerte y logra hacer un homerun. Como premio Meme besa a Makoto en la mejilla frente a todos. | |                      |
| 13 | «Ova-Sol de medianoche» «Mayonaka no Taiyō» (真夜中の太陽) | 8 de febrero de 2012 |
| Makoto va al festival de verano con Ryoko. Después, como había prometido, se encuentra con Erio en un viejo templo a mirar las estrellas. Al ver la lluvia de meteoros de las Perseidas, Yashiro parece declarar que va a salir, pero no antes de mostrar sus poderes Esper. Ella le dice a Makoto dar un paso atrás, y poco después, un meteorito cae en el lugar exacto donde estaba parado previamente, destruyendo el torii. Él se queda con sólo una pequeña lesión y se vuelve perplejo preguntándose si Yashiro fue en realidad un Esper y / o extranjera y que no puedo decir con seguridad que los extranjeros y los espers son irreales. | |                      |